# Elezioni comunali in Lombardia del 2014
Il 25 maggio 2014 (con ballottaggio l'8 giugno) in Lombardia si tennero le elezioni per il rinnovo di numerosi consigli comunali.

## Milano

### Cesano Boscone
| Candidati e Liste                             | Voti   | %      | Seggi |
| --------------------------------------------- | ------ | ------ | ----- |
| Alfredo Simone Negri                          | 6.033  | 47,84  | -     |
| Partito Democratico                           | 3.278  | 26,48  | 6     |
| Il Futuro in Comune                           | 2.048  | 16,54  | 4     |
| Sinistra Unita per Cesano Boscone             | 284    | 2,29   | -     |
| Italia dei Valori                             | 273    | 2,21   | -     |
| Carmine Fabio Raimondo                        | 2.689  | 21,32  | 1     |
| Forza Italia                                  | 1.673  | 13,51  | 2     |
| Fratelli d'Italia - Alleanza Nazionale        | 571    | 4,61   | -     |
| Lega Nord                                     | 384    | 3,10   | -     |
| Carmelo Insinsola                             | 1.511  | 11,98  | 1     |
| Movimento 5 Stelle                            | 1.509  | 12,19  | -     |
| Aldo Guastafierro                             | 1.049  | 8,32   | 1     |
| Cesano Boscone 2020                           | 1.027  | 8,30   | -     |
| Stefano Cella                                 | 920    | 7,29   | 1     |
| Cesano Cambia!                                | 919    | 7,42   | -     |
| Matteo Ciro Carlo Abagnale                    | 410    | 3,25   | -     |
| Nuovo Centrodestra - Unione di Centro - Altri | 414    | 3,34   | -     |
| Totale alle liste                             | 12.380 | 100,00 | 12    |
| TOTALE                                        | 12.612 | 100,00 | 16    |

### Cormano
| Candidati e Liste                       | Voti   | %      | Seggi |
| --------------------------------------- | ------ | ------ | ----- |
| Tatiana Cocca                           | 5.703  | 53,37  | -     |
| Partito Democratico                     | 4.368  | 41,32  | 10    |
| Rifondazione Comunista                  | 337    | 3,39   | -     |
| Cormano con Cocca                       | 317    | 3,00   | -     |
| Sinistra Ecologia Libertà               | 274    | 2,59   | -     |
| Partito Socialista Italiano             | 218    | 2,06   |       |
| Italia dei Valori-Federazione dei Verdi | 96     | 0,91   | -     |
| Luigi Gianantonio Magistro              | 3.397  | 31,79  | 1     |
| Forza Italia                            | 1.486  | 14,06  | 2     |
| Lega Nord                               | 660    | 6,24   | 1     |
| Cormano ai Cormanesi                    | 570    | 5,39   | -     |
| Nuovo Centrodestra                      | 374    | 3,54   | -     |
| Fratelli d'Italia - Alleanza Nazionale  | 286    | 2,71   | -     |
| Ivan Iaffaldano                         | 1.586  | 14,84  | 1     |
| Movimento 5 Stelle                      | 1.584  | 14,99  | 1     |
| Totale alle liste                       | 10.570 | 100,00 | 14    |
| TOTALE                                  | 10.686 | 100,00 | 16    |

### Cornaredo
| Candidati e Liste                                                                | Voti   | %      | Seggi |
| -------------------------------------------------------------------------------- | ------ | ------ | ----- |
| Yuri Santagostino                                                                | 5.972  | 52,85  | -     |
| Partito Democratico                                                              | 5.125  | 46,05  | 10    |
| Sinistra Ecologia Libertà-Rifondazione Comunista                                 | 496    | 4,46   | -     |
| Federazione dei Verdi-Unione di Centro-Partito Socialista Italiano-Scelta Civica | 263    | 2,36   | -     |
| Dario Ceniti                                                                     | 3.549  | 31,41  | 1     |
| Forza Italia                                                                     | 1.459  | 13,11  | 2     |
| Lega Nord                                                                        | 1.241  | 11,15  | 2     |
| Fratelli d'Italia - Alleanza Nazionale                                           | 436    | 3,92   | -     |
| Cornaredo il Mio Paese                                                           | 203    | 1,82   | -     |
| Nuovo Centrodestra                                                               | 139    | 1,25   | -     |
| Marco Cardillo                                                                   | 1.322  | 11,70  | 1     |
| Movimento 5 Stelle                                                               | 1.317  | 11,83  | -     |
| Ernesto Galli                                                                    | 456    | 4,04   | -     |
| Ambiente Cultura Democrazia Sviluppo                                             | 450    | 4,04   | -     |
| Totale alle liste                                                                | 11.299 | 100,00 | 14    |
| TOTALE                                                                           | 11.129 | 100,00 | 16    |

### Cusano Milanino
| Candidati e Liste                                           | Voti   | %      | Seggi |
| ----------------------------------------------------------- | ------ | ------ | ----- |
| Lorenzo Gaiani                                              | 4.811  | 45,43  | -     |
| Partito Democratico                                         | 3.862  | 36,95  | 9     |
| Fare di Più                                                 | 693    | 6,63   | 1     |
| Partito Socialista Italiano-Italia dei Valori-Scelta Civica | 185    | 1,77   | -     |
| Sergio Ghisellini                                           | 3.775  | 35,65  | 1     |
| Forza Italia                                                | 1.910  | 18,27  | 2     |
| Lega Nord                                                   | 921    | 8,81   | 1     |
| Nuovo Centrodestra                                          | 630    | 6,03   | -     |
| Fratelli d'Italia - Alleanza Nazionale                      | 281    | 2,69   | -     |
| Marco Giovanni Fais                                         | 1.675  | 15,82  | 1     |
| Movimento 5 Stelle                                          | 1.657  | 15,85  | 1     |
| Alessandra Maria Cerutti                                    | 329    | 3,11   | -     |
| Partito Italia Nuova                                        | 314    | 3,00   | -     |
| Totale alle liste                                           | 10.453 | 100,00 | 14    |
| TOTALE                                                      | 10.590 | 100,00 | 16    |

### Lainate
| Candidati e Liste                      | Voti   | %      | Seggi |
| -------------------------------------- | ------ | ------ | ----- |
| Alberto Landonio                       | 6.987  | 50,72  | -     |
| Landonio Sindaco                       | 3.439  | 25,65  | 6     |
| Lainate nel cuore                      | 2.117  | 15,79  | 3     |
| Lista Adriano Anzani                   | 744    | 5,55   | 1     |
| Unione Democratica                     | 356    | 2,65   | -     |
| Giancarlo Foi                          | 2.634  | 19,12  | 1     |
| Partito Democratico                    | 2.202  | 16,42  | 2     |
| Insieme per Foi Sindaco                | 222    | 1,66   | -     |
| È Sinistra                             | 182    | 1,36   | -     |
| Nadia Toppino                          | 2.166  | 15,72  | 1     |
| Forza Italia                           | 1.343  | 10,01  | 1     |
| Lega Nord                              | 612    | 4,56   | -     |
| Noi di Lainate                         | 205    | 1,53   | -     |
| Barbara Menegazzo                      | 1.411  | 10,24  | 1     |
| Movimento 5 Stelle                     | 1.405  | 10,48  | -     |
| Isabella Bertani                       | 333    | 2,42   | -     |
| Lainate Popolare                       | 334    | 2,49   | -     |
| Andrea Mario Pilati                    | 161    | 1,17   | -     |
| Fratelli d'Italia - Alleanza Nazionale | 164    | 1,22   | -     |
| Massimiliano Cacciola                  | 84     | 0,61   | -     |
| Italia dei Valori                      | 85     | 0,63   | -     |
| Totale alle liste                      | 13.410 | 100,00 | 13    |
| TOTALE                                 | 13.776 | 100,00 | 16    |

### Melzo
| Candidati e Liste                      | Voti   | %      | Seggi |
| -------------------------------------- | ------ | ------ | ----- |
| Antonio Bruschi                        | 3.058  | 30,55  | -     |
| Partito Democratico                    | 2.093  | 21,34  | 7     |
| Cambiare Melzo La Sinistra             | 563    | 5,74   | 2     |
| Noi per Melzo                          | 374    | 3,81   | 1     |
| Vittorio Perego                        | 3.574  | 35,70  | 1     |
| Insieme per Melzo                      | 1.097  | 11,19  | 1     |
| Patto Civico per Melzo                 | 826    | 8,42   | 1     |
| Civiltà melzese                        | 601    | 6,13   | 1     |
| Melzo Futuro e Solidarietà             | 532    | 5,43   | -     |
| Rinnovamento e Partecipazione          | 410    | 4,18   | -     |
| Martina Emisfero                       | 2.383  | 23,81  | 1     |
| Lega Nord                              | 803    | 8,19   | 1     |
| Forza Italia                           | 764    | 7,79   | -     |
| Martina Sindaco                        | 350    | 3,57   | -     |
| Melzo che Verrà                        | 270    | 2,75   | -     |
| Fratelli d'Italia - Alleanza Nazionale | 134    | 1,37   | -     |
| Stefano Palilla                        | 823    | 8,22   | -     |
| Movimento 5 Stelle                     | 817    | 8,33   | -     |
| Nicolas Gallizzi                       | 172    | 1,72   | -     |
| Nuovo Centrodestra                     | 172    | 1,75   | -     |
| Totale alle liste                      | 9.806  | 100,00 | 14    |
| TOTALE                                 | 10.010 | 100,00 | 16    |

### Novate Milanese
| Candidati e Liste                      | Voti   | %      | Seggi |
| -------------------------------------- | ------ | ------ | ----- |
| Lorenzo Guzzeloni                      | 5.771  | 49,94  | -     |
| Partito Democratico                    | 4.451  | 39,22  | 8     |
| Viviamo Novate                         | 631    | 5,56   | 1     |
| Novate Più Chiara                      | 600    | 5,29   | 1     |
| Maurizio Pietro Alessandro Piovani     | 3.169  | 27,42  | 1     |
| Forza Italia                           | 1.198  | 10,56  | 1     |
| Lega Nord                              | 737    | 6,49   | 1     |
| Nuovo Centrodestra-Uniti per Novate    | 642    | 5,66   | 1     |
| Noi Novateinsieme                      | 349    | 3,08   | -     |
| Fratelli d'Italia - Alleanza Nazionale | 196    | 1,73   | -     |
| Barbara Sordini                        | 1.599  | 12,99  | 1     |
| Movimento 5 Stelle                     | 1.481  | 13,05  | -     |
| Matteo Silva                           | 836    | 7,23   | 1     |
| Novate al Centro                       | 786    | 6,93   | -     |
| Angela De Rosa                         | 280    | 2,42   | -     |
| CasaPound                              | 277    | 2,44   | -     |
| Totale alle liste                      | 11.348 | 100,00 | 13    |
| TOTALE                                 | 11.557 | 100,00 | 16    |

### Paderno Dugnano
| Candidati e Liste                      | Voti   | %      | Seggi |
| -------------------------------------- | ------ | ------ | ----- |
| Marco Alparone                         | 12.533 | 48,43  | -     |
| Forza Italia                           | 4.488  | 17,60  | 6     |
| Paderno Dugnano Cresce                 | 4.274  | 16,76  | 6     |
| Lega Nord                              | 1.450  | 5,68   | 2     |
| Vivere Paderno                         | 914    | 3,58   | 1     |
| Nuovo Centrodestra                     | 664    | 2,60   | -     |
| Fratelli d'Italia - Alleanza Nazionale | 484    | 1,90   | -     |
| Antonella Maria Caniato                | 10.222 | 39,50  | 1     |
| Partito Democratico                    | 7.100  | 27,84  | 5     |
| Insieme per Cambiare                   | 1.266  | 4,96   | 1     |
| Insieme per Paderno                    | 796    | 3,12   | -     |
| Sinistra per Paderno Bene Comune       | 645    | 2,53   | -     |
| Scelta Civica                          | 314    | 1,23   | -     |
| Emiliano Giancarlo Abbati              | 2.972  | 11,49  | 1     |
| Movimento 5 Stelle                     | 2.956  | 11,59  | 1     |
| Andrea Colombo                         | 150    | 0,58   | -     |
| Italia dei Valori                      | 155    | 0,61   | -     |
| Totale alle liste                      | 25.506 | 100,00 | 22    |
| TOTALE                                 | 25.877 | 100,00 | 24    |

### Peschiera Borromeo
| Candidati e Liste                      | Voti   | %      | Seggi |
| -------------------------------------- | ------ | ------ | ----- |
| Luca Zambon                            | 6.309  | 48,82  | -     |
| Partito Democratico                    | 4.367  | 34,49  | 9     |
| Nota Peschiera Borromeo                | 904    | 7,14   | 1     |
| Vivi Peschiera                         | 416    | 3,29   | -     |
| Cambiamo Peschiera                     | 408    | 3,22   | -     |
| Iniziativa Socialista                  | 101    | 0,80   | -     |
| Antonio Salvatore Falletta             | 3.861  | 29,88  | 1     |
| Forza Italia                           | 1.823  | 14,40  | 2     |
| Noi di Peschiera                       | 813    | 6,42   | 1     |
| Lega Nord                              | 510    | 4,03   | -     |
| Fratelli d'Italia - Alleanza Nazionale | 334    | 2,64   | -     |
| Nuovo Centrodestra - Unione di Centro  | 302    | 2,39   | -     |
| Davide Toselli                         | 1.527  | 11,82  | 1     |
| Movimento 5 Stelle                     | 1.514  | 11,96  | 1     |
| Francesco Tabacchi                     | 672    | 5,20   | -     |
| Popolari Democratici                   | 443    | 3,50   | -     |
| Centro Democratico                     | 188    | 1,48   | -     |
| Giancarlo Monici                       | 553    | 4,28   | -     |
| Peschiera Bene Comune                  | 539    | 4,26   | -     |
| Totale alle liste                      | 12.662 | 100,00 | 14    |
| TOTALE                                 | 12.922 | 100,00 | 16    |

### Pioltello
| Candidati e Liste                 | Voti   | %      | Seggi |
| --------------------------------- | ------ | ------ | ----- |
| Cristina Carrer                   | 5.519  | 34,52  | -     |
| Forza Italia                      | 2.205  | 14,05  | 7     |
| Polo per Pioltello                | 1.086  | 6,92   | 3     |
| Lega Nord                         | 947    | 6,03   | 3     |
| Progetto Pioltello                | 924    | 5,89   | 2     |
| Insieme per Pioltello             | 282    | 1,80   | -     |
| Saimon Gaiotto                    | 4.780  | 29,90  | 1     |
| Partito Democratico               | 3.472  | 22,12  | 4     |
| Partito Socialista Italiano-Altri | 563    | 3,59   | -     |
| Pioltello Anch'io!                | 322    | 2,05   | -     |
| Sinistra Ecologia Libertà         | 301    | 1,92   | -     |
| Italia dei Valori                 | 88     | 0,56   | -     |
| Giuseppe Angelo Bottasini         | 2.251  | 14,08  | 1     |
| Per Pioltello                     | 1.307  | 8,33   | 1     |
| Vivere Pioltello                  | 842    | 5,37   | -     |
| Mario Arturo Federico De Gaspari  | 1.613  | 10,09  | 1     |
| Rifondazione Comunista            | 834    | 5,31   | -     |
| Territorio e Società              | 707    | 4,50   | -     |
| Paola Bocciarelli                 | 1.469  | 9,19   | 1     |
| Movimento 5 Stelle                | 1.460  | 9,30   | -     |
| Stefano De Caro                   | 191    | 1,19   | -     |
| Nuovo Centrodestra                | 191    | 1,22   | -     |
| Cosimo Antonio Gervasi            | 164    | 1,03   | -     |
| Partito Pirata                    | 163    | 1,04   | -     |
| Totale alle liste                 | 15.694 | 100,00 | 20    |
| TOTALE                            | 15.987 | 100,00 | 24    |

### Rozzano
| Candidati e Liste                            | Voti   | %      | Seggi |
| -------------------------------------------- | ------ | ------ | ----- |
| Barbara Agogliati Berra                      | 9.746  | 47,34  | -     |
| Partito Democratico                          | 7.214  | 35,63  | 13    |
| #Io Sto Con Rozzano                          | 1.135  | 5,61   | 2     |
| Uniti per Rozzano                            | 521    | 2,57   | -     |
| Noi di Rozzano                               | 350    | 1,73   | -     |
| Federazione dei Verdi                        | 173    | 0,85   | -     |
| La Sinistra per Rozzano                      | 162    | 0,80   | -     |
| Giovanni Ferretti De Luca                    | 4.734  | 22,99  | 1     |
| Forza Italia                                 | 2.890  | 14,27  | 3     |
| Lega Nord                                    | 953    | 4,71   | 1     |
| Nuovo Centrodestra                           | 323    | 1,60   | -     |
| Fratelli d'Italia - Alleanza Nazionale-Altri | 264    | 1,30   | -     |
| Rozzano e Libertà                            | 236    | 1,17   | -     |
| Gianluca Michele Palmeri                     | 3.187  | 15,48  | 1     |
| Movimento 5 Stelle                           | 3.165  | 15,63  | 2     |
| Guido Angelo De Vecchi                       | 1.549  | 7,52   | 1     |
| 6 Rozzano                                    | 855    | 4,22   | -     |
| Sinistra Ecologia Libertà                    | 651    | 3,22   | -     |
| Giuseppe Eriano                              | 717    | 3,48   | -     |
| Federazione della Sinistra                   | 706    | 3,49   | -     |
| Giuseppina Messina                           | 479    | 2,33   | -     |
| Progresso Sociale                            | 476    | 2,35   | -     |
| Rocco Ferrentino                             | 177    | 0,86   | -     |
| L'Italia agli Italiani                       | 172    | 0,85   | -     |
| Totale alle liste                            | 20.246 | 100,00 | 21    |
| TOTALE                                       | 20.589 | 100,00 | 24    |

### Settimo Milanese
| Candidati e Liste                      | Voti   | %      | Seggi |
| -------------------------------------- | ------ | ------ | ----- |
| Sara Santagostino Pretina              | 5.586  | 50,14  | -     |
| Partito Democratico                    | 5.036  | 45,75  | 10    |
| Settimo in Comune                      | 233    | 2,12   | -     |
| Sinistra per Settimo                   | 215    | 1,95   | -     |
| Massimo Meregalli                      | 2.457  | 22,05  | 1     |
| Forza Italia                           | 1.319  | 11,98  | 2     |
| Lega Nord                              | 634    | 5,76   | -     |
| Noi per Settimo                        | 304    | 2,76   | -     |
| Fratelli d'Italia - Alleanza Nazionale | 181    | 1,64   | -     |
| Salvatore Lorenzo Procopio             | 2.075  | 18,62  | 1     |
| Movimento 5 Stelle                     | 2.064  | 18,75  | 2     |
| Francesco Saverino                     | 584    | 5,24   | -     |
| Settimo nel Cuore                      | 584    | 5,31   | -     |
| Cataldo Russo                          | 439    | 3,94   | -     |
| Sinistra Ecologia Libertà              | 276    | 2,51   | -     |
| Settimo Domani                         | 161    | 1,46   | -     |
| Totale alle liste                      | 11.007 | 100,00 | 14    |
| TOTALE                                 | 11.141 | 100,00 | 16    |

### Trezzano sul Naviglio
| Candidati e Liste                                                                             | Voti   | %      | Seggi |
| --------------------------------------------------------------------------------------------- | ------ | ------ | ----- |
| Fabio Bottero                                                                                 | 4.003  | 36,63  | -     |
| Partito Democratico                                                                           | 2.480  | 23,12  | 7     |
| Trezzano Con Fabio                                                                            | 1.126  | 10,50  | 3     |
| Federazione dei Verdi-Sinistra Ecologia Libertà-Partito Socialista Italiano-Italia dei Valori | 303    | 2.82   | -     |
| Giuseppe Russomanno                                                                           | 2.484  | 22,73  | 1     |
| Forza Italia                                                                                  | 1.336  | 12,45  | 1     |
| Controcorrente                                                                                | 1.092  | 10,18  | 1     |
| Guido Nani                                                                                    | 1.503  | 13,75  | 1     |
| Movimento 5 Stelle                                                                            | 1.497  | 13,96  | -     |
| Guido Gervasoni                                                                               | 1.046  | 9,57   | 1     |
| Trezzano sul Naviglio Oltre                                                                   | 1.033  | 9,63   | -     |
| Daniele Davide Barletta                                                                       | 677    | 6,19   | 1     |
| Lega Nord                                                                                     | 672    | 6,26   | -     |
| Riccardo Truppo                                                                               | 368    | 3,37   | -     |
| Fratelli d'Italia - Alleanza Nazionale                                                        | 362    | 3,37   | -     |
| Mattia Scolari                                                                                | 303    | 2,77   | -     |
| Per Una Trezzano Migliore                                                                     | 302    | 2,82   | -     |
| Anna De Martino                                                                               | 274    | 2,51   | -     |
| Nuovo Centrodestra                                                                            | 269    | 2,51   | -     |
| Giulia Renna                                                                                  | 271    | 2,48   | -     |
| Trezzano Unita                                                                                | 255    | 2,38   | -     |
| Totale alle liste                                                                             | 10.727 | 100,00 | 12    |
| TOTALE                                                                                        | 10.929 | 100,00 | 16    |

## Bergamo

### Bergamo
| Candidati e Liste                      | Voti   | %      | Seggi |
| -------------------------------------- | ------ | ------ | ----- |
| Giorgio Gori                           | 28.281 | 45,48  | -     |
| Partito Democratico                    | 14.219 | 23,55  | 11    |
| Giorgio Gori Sindaco                   | 8.310  | 13,76  | 6     |
| Patto Civico                           | 3.143  | 5,20   | 2     |
| Sinistra Ecologia Libertà              | 1.238  | 2,05   | 1     |
| Italia dei Valori                      | 358    | 0,59   | -     |
| Moderati per Gori                      | 257    | 0,42   | -     |
| Partito Socialista Italiano            | 237    | 0,39   | -     |
| Franco Tentorio                        | 26.223 | 42,17  | 1     |
| Forza Italia                           | 8.568  | 14,19  | 4     |
| Lega Nord                              | 5.713  | 9,46   | 2     |
| Tentorio Sindaco                       | 5.671  | 9,39   | 2     |
| Fratelli d'Italia - Alleanza Nazionale | 2.243  | 3,71   | 1     |
| Unione di Centro                       | 1.816  | 3,00   | -     |
| Nuovo Centrodestra                     | 1.194  | 1,97   | -     |
| Marcello Zenoni                        | 5.125  | 8,24   | 1     |
| Movimento 5 Stelle                     | 4.985  | 8,25   | 1     |
| Rocco Gargano                          | 1.653  | 2,65   | -     |
| L'Altra Bergamo                        | 1.554  | 2,57   | -     |
| Mirko Isnenghi                         | 494    | 0,79   | -     |
| Rinasce Bergamo                        | 478    | 0,79   | -     |
| Andrea Palermo                         | 395    | 0,63   | -     |
| Bergamo Cambia                         | 389    | 0,64   | -     |
| Totale alle liste                      | 60.373 | 100,00 | 31    |
| TOTALE                                 | 62.171 | 100,00 | 32    |

Fonte: Ministero dell'interno

### Albino
| Candidati e Liste          | Voti   | %      | Seggi |
| -------------------------- | ------ | ------ | ----- |
| Fabio Terzi                | 4.949  | 47,50  | -     |
| Lega Nord                  | 2.311  | 22,86  | 5     |
| Forza Italia               | 1.193  | 11,80  | 3     |
| Civica Mente Albino        | 1.020  | 10,09  | 2     |
| Lavoro Sviluppo            | 334    | 3,30   | -     |
| Luca Carrara               | 4.667  | 44,79  | 1     |
| Per Albino Progetto Civico | 2.547  | 25,19  | 3     |
| Per Albino Le Sue Frazioni | 1.157  | 11,44  | 1     |
| Per la Valle del Lujo      | 751    | 7,43   | -     |
| Alessandro Ferrara         | 804    | 7,72   | 1     |
| Movimento 5 Stelle         | 798    | 7,89   | -     |
| Totale alle liste          | 10.111 | 100,00 | 14    |
| TOTALE                     | 10.420 | 100,00 | 16    |

### Dalmine
| Candidati e Liste         | Voti   | %      | Seggi - |
| ------------------------- | ------ | ------ | ------- |
| Lorella Alessio           | 3.767  | 31,02  | -       |
| Partito Democratico       | 3.015  | 25,40  | 9       |
| Dalmine Cambiaverso       | 555    | 4,68   | 1       |
| Italia dei Valori         | 132    | 1,11   | -       |
| Fabio Facchinetti         | 3.417  | 28,14  | 1       |
| Lega Nord                 | 2.087  | 17,58  | 1       |
| Forza Italia              | 1.251  | 10,54  | 1       |
| Alessandro Ferrara        | 1.282  | 10,56  | 1       |
| Movimento 5 Stelle        | 1.279  | 10,78  | -       |
| Vincenzo Orlando          | 1.158  | 9,53   | 1       |
| Nostra Dalmine            | 681    | 5,74   | -       |
| Si Cambia!                | 418    | 3,52   | -       |
| Valerio Cortese           | 1.153  | 9,49   | 1       |
| Patto Civico              | 562    | 4,74   | -       |
| Orizzonti in Comune       | 537    | 4,52   | -       |
| Marco Cividini            | 578    | 4,76   | -       |
| In Dalmine Insieme si Può | 569    | 4,79   | -       |
| Raffaele Carrara          | 512    | 4,22   | -       |
| Popolari per Dalmine      | 507    | 4,27   | -       |
| Cristiano Poluzzi         | 278    | 2,29   | -       |
| Rifondazione Comunista    | 276    | 2,33   | -       |
| Totale alle liste         | 11.869 | 100,00 | 12      |
| TOTALE                    | 12.145 | 100,00 | 16      |

### Romano di Lombardia
| Candidati e Liste       | Voti  | %      | Seggi |
| ----------------------- | ----- | ------ | ----- |
| Sebastian Nicoli        | 3.526 | 37,09  | -     |
| Partito Democratico     | 1.949 | 21,22  | 6     |
| Nicoli Sindaco          | 1.389 | 15,12  | 4     |
| Paolo Patelli           | 2.549 | 26,81  | 1     |
| Lega Nord               | 1.360 | 14,81  | 1     |
| Forza Italia            | 1.149 | 12,51  | 1     |
| Michele Lamera          | 2.202 | 23,16  | 1     |
| Progetta Romano         | 2.168 | 23,60  | 1     |
| Maria Rosaria Servidati | 1.230 | 12,94  | 1     |
| Unione Civica           | 670   | 7,29   | -     |
| Romano Città d'Italia   | 501   | 5,45   | -     |
| Totale alle liste       | 9.186 | 100,00 | 13    |
| TOTALE                  | 9.507 | 100,00 | 16    |

### Seriate
| Candidati e Liste             | Voti   | %      | Seggi |
| ----------------------------- | ------ | ------ | ----- |
| Cristian Vezzoli              | 5.332  | 40,86  | -     |
| Lega Nord                     | 2.807  | 21,84  | 6     |
| Forza Italia                  | 1.845  | 14,36  | 3     |
| Progetto Seriate              | 573    | 4,46   | 1     |
| Stefania Pellicano            | 3.698  | 28,33  | 1     |
| Partito Democratico           | 3.031  | 23,59  | 2     |
| Sinistra per un'Altra Seriate | 507    | 3,95   | -     |
| Italia dei Valori             | 124    | 0,96   | -     |
| Damiano Amaglio               | 2.102  | 16,11  | 1     |
| Albatro Seriate               | 1.700  | 13,23  | 1     |
| Seriate sul Serio             | 352    | 2,74   | -     |
| Alvaro D'Occhio               | 1.256  | 9,62   | 1     |
| Movimento 5 Stelle            | 1.257  | 9,78   | -     |
| Antonio Federico Brevi        | 663    | 5,08   | -     |
| Nuovo Centrodestra            | 655    | 5,10   | -     |
| Totale alle liste             | 12.851 | 100,00 | 13    |
| TOTALE                        | 13.051 | 100,00 | 16    |

## Brescia

### Chiari
| Candidati e Liste        | Voti   | %      | Seggi |
| ------------------------ | ------ | ------ | ----- |
| Massimo Vizzardi         | 4.220  | 41,82  | -     |
| Partito Democratico      | 1.983  | 20,56  | 4     |
| Per una Chiari Virtuosa  | 1.465  | 15,19  | 3     |
| Patto per Chiari Insieme | 601    | 6,23   | 1     |
| Giuseppe Gozzini         | 4.512  | 44,71  | 1     |
| Forza Italia             | 1.602  | 16,61  | 2     |
| Giuseppe Gozzini Sindaco | 1.352  | 14,01  | 1     |
| Lega Nord                | 1.119  | 11,60  | 1     |
| Nuovo Centrodestra       | 282    | 2,92   | -     |
| Alessandro Gozzini       | 922    | 9,14   | 1     |
| Chiari al Centro         | 838    | 8,69   | 1     |
| Lara Baghino             | 438    | 4,34   | -     |
| Chiari in Testa          | 405    | 4,20   | -     |
| Totale alle liste        | 9.647  | 100,00 | 14    |
| TOTALE                   | 10.092 | 100,00 | 16    |

### Ghedi
| Candidati e Liste                | Voti  | %      | Seggi |
| -------------------------------- | ----- | ------ | ----- |
| Lorenzo Borzi                    | 4.556 | 45,81  | -     |
| Borzi Sindaco                    | 1.608 | 16,51  | 4     |
| Lega Nord                        | 1.410 | 14,47  | 3     |
| Forza Italia                     | 1.049 | 10,77  | 2     |
| Ghedi Tricolore                  | 367   | 3,77   | 1     |
| Walter Migliorati                | 3.257 | 32,75  | 1     |
| Indipendenti                     | 1.434 | 14,72  | 2     |
| Insieme per Ghedi                | 1.123 | 11,53  | 1     |
| Città di Ghedi                   | 629   | 6,46   | -     |
| Simonetta Maria Migliorati       | 1.224 | 12,31  | 1     |
| Partito Democratico-Lista Civica | 1.217 | 12,49  | 1     |
| Michele Nappa                    | 681   | 6,85   | -     |
| Movimento 5 Stelle               | 679   | 6,97   | -     |
| Angelo Bindoni                   | 227   | 2,28   | -     |
| Insieme a Sinistra               | 225   | 2,31   | -     |
| Totale alle liste                | 9.741 | 100,00 | 14    |
| TOTALE                           | 9.945 | 100,00 | 16    |

### Lumezzane
| Candidati e Liste                     | Voti   | %      | Seggi |
| ------------------------------------- | ------ | ------ | ----- |
| Matteo Zani                           | 4.025  | 32,85  | -     |
| Partito Democratico                   | 2.782  | 23,37  | 8     |
| Civica per Zani                       | 1.039  | 8,73   | 2     |
| Lucio Facchinetti                     | 3.374  | 27,53  | 1     |
| Forza Italia                          | 1.721  | 14,45  | 1     |
| Lega Nord                             | 1.235  | 10,37  | 1     |
| Nuovo Centrodestra - Unione di Centro | 339    | 2,85   | -     |
| Silverio Vivenzi                      | 3.267  | 26,66  | 1     |
| Continuità per Lumezzane              | 3.215  | 27,00  | 2     |
| Marco Venosta                         | 958    | 7,82   | -     |
| Movimento 5 Stelle                    | 952    | 8,00   | -     |
| Enrico Salvinelli                     | 630    | 5,14   | -     |
| Forza Nuova                           | 623    | 5,23   | -     |
| Totale alle liste                     | 11.906 | 100,00 | 14    |
| TOTALE                                | 12.254 | 100,00 | 16    |

### Montichiari
| Candidati e Liste                           | Voti   | %      | Seggi |
| ------------------------------------------- | ------ | ------ | ----- |
| Mario Fraccaro                              | 4.765  | 38,20  | -     |
| Partito Democratico                         | 1.780  | 15,08  | 5     |
| Area civica Monteclarense                   | 1.063  | 9,01   | 2     |
| Comitato Civico                             | 870    | 7,37   | 2     |
| Nuovo Centrodestra-Moderati di Centrodestra | 529    | 4,48   | 1     |
| Rete Sociale                                | 262    | 2,22   | -     |
| Elena Zanola                                | 4.499  | 36,07  | 1     |
| Lega Nord                                   | 1.585  | 13,43  | 2     |
| Lista Gianantonio Rosa Zanola Sindaco       | 1.039  | 8,81   | 1     |
| Comitato per Elena Zanola                   | 523    | 4,43   | -     |
| Insieme per Montichiari                     | 497    | 4,21   | -     |
| Montichiari Prima di Tutto                  | 412    | 3,49   | -     |
| 16 di Voi                                   | 147    | 1,25   | -     |
| Pieranna Civera                             | 1.690  | 13,55  | 1     |
| Forza Italia                                | 1.264  | 10,71  | -     |
| Unione di Centro-Patto per Montichiari      | 242    | 2,05   | -     |
| Movimento di Destra per Montichiari         | 110    | 0,93   | -     |
| Paolo Rossi                                 | 1.249  | 10,01  | 1     |
| Movimento 5 Stelle                          | 1.213  | 10,28  | -     |
| Francesco Ingrassia                         | 270    | 2,16   | -     |
| Sinistra Monteclarense con Ingrassia        | 264    | 2,24   | -     |
| Totale alle liste                           | 11.800 | 100,00 | 13    |
| TOTALE                                      | 12.473 | 100,00 | 16    |

## Como

### Mariano Comense
| Candidati e Liste                      | Voti   | %      | Seggi |
| -------------------------------------- | ------ | ------ | ----- |
| Giovanni Marchisio                     | 5.135  | 42,37  | -     |
| Partito Democratico                    | 3.242  | 27,32  | 7     |
| Mariano Duepuntozero                   | 910    | 7,67   | 2     |
| Progetto Mariano Brianza               | 830    | 6,99   | 1     |
| Andrea Ballabio                        | 2.295  | 18,94  | 1     |
| Forza Italia                           | 2.062  | 17,38  | 1     |
| Insieme per Mariano                    | 215    | 1,81   | -     |
| Cesare Pozzi                           | 1.963  | 16,20  | 1     |
| Lega Nord                              | 1.574  | 13,26  | 1     |
| Mariano Domani                         | 180    | 1,52   | -     |
| Civitas Marianensis                    | 164    | 1,38   | -     |
| Carmela Colomo                         | 1.575  | 13,00  | 1     |
| Movimento 5 Stelle                     | 1.558  | 13,13  | 1     |
| Claudio Nogara                         | 725    | 5,98   | -     |
| Fratelli d'Italia - Alleanza Nazionale | 714    | 6,02   | -     |
| Paolo Pedrana                          | 237    | 1,96   | -     |
| Mariano Civica e Popolare              | 237    | 2,00   | -     |
| Giulio Russo                           | 188    | 1,55   | -     |
| Sinistra per Mariano                   | 181    | 1,53   | -     |
| Totale alle liste                      | 11.867 | 100,00 | 13    |
| TOTALE                                 | 12.118 | 100,00 | 16    |

## Cremona

### Cremona
| Candidati e Liste                      | Voti   | %      | Seggi |
| -------------------------------------- | ------ | ------ | ----- |
| Gianluca Galimberti                    | 17.512 | 45,80  | -     |
| Partito Democratico                    | 10.917 | 29,44  | 14    |
| Fare Nuova la Città                    | 4.460  | 12,02  | 5     |
| Energia Civile - Sinistra per Cremona  | 1.333  | 3,59   | 1     |
| Patto Civico per Galimberti            | 210    | 0.56   | -     |
| Centro Democratico                     | 137    | 0,36   | -     |
| Oreste Perri                           | 12.737 | 33,31  | 1     |
| Forza Italia                           | 4.927  | 13,28  | 4     |
| Obiettivo Cremona                      | 3.999  | 10,78  | 3     |
| Nuovo Centrodestra                     | 1.458  | 3,93   | 1     |
| Demicheli Uno di Voi                   | 839    | 2,26   | -     |
| Fratelli d'Italia - Alleanza Nazionale | 798    | 2,15   | -     |
| Alleanza Ecologica                     | 268    | 0,72   | -     |
| Alessandro Zagni                       | 3.240  | 8,47   | 1     |
| Lega Nord - Basta €uro                 | 2.271  | 6,12   | 1     |
| Cremona Libera con Zagni               | 828    | 2,23   | -     |
| Maria Lucia Lanfredi                   | 2.348  | 6,14   | -     |
| Movimento 5 Stelle                     | 2.301  | 6,20   | 1     |
| Carmine Scotti                         | 523    | 1,56   | -     |
| Movimento per Cremona                  | 529    | 1,42   | -     |
| Pietro Signorini                       | 383    | 1,00   | -     |
| Terzo Polo per Cremona (PRI-SC-ALI)    | 369    | 0,99   | -     |
| Gianluca Galli                         | 324    | 0,84   | -     |
| CasaPound                              | 313    | 0,84   | -     |
| Giuseppe Foderaro                      | 318    | 0,83   | -     |
| Popolari per l'Italia-Unione di Centro | 314    | 0,84   | -     |
| Laura Carlino                          | 307    | 0,80   | -     |
| Cremona Città Nova                     | 296    | 0,79   | -     |
| Mirko Seniga                           | 272    | 0,71   | -     |
| Partito di Alternativa Comunista       | 257    | 0,79   | -     |
| Juri Brocchieri                        | 264    | 0,69   | -     |
| Federazione dei Verdi                  | 252    | 0,67   | -     |
| Totale alle liste                      | 37.076 | 100,00 | 30    |
| TOTALE                                 | 38.228 | 100,00 | 32    |

Fonte: Ministero dell'interno

### Casalmaggiore
| Candidati e Liste                       | Voti  | %      | Seggi |
| --------------------------------------- | ----- | ------ | ----- |
| Filippo Bongiovanni                     | 1.796 | 23,82  | -     |
| Casalmaggiore è Viva                    | 948   | 13,78  | 6     |
| Casalmaggiore al Centro                 | 769   | 11,18  | 4     |
| Claudio Silla                           | 2.811 | 37,28  | 1     |
| Insieme Casalmaggiore e le Sue Frazioni | 1.521 | 22,11  | 1     |
| Casalmaggiore la Nostra Casa            | 933   | 13,56  | 1     |
| Matteo Rossi                            | 1.468 | 19,47  | 1     |
| Il Listone                              | 904   | 13,14  | 1     |
| Centopercento                           | 429   | 6,24   | -     |
| Orlando Ferroni                         | 765   | 10,15  | 1     |
| Forza Italia                            | 475   | 6,91   | -     |
| Per la Libertà                          | 224   | 3,26   | -     |
| Adamo Manfredi                          | 558   | 7,40   | -     |
| Movimento 5 Stelle                      | 543   | 7,89   | -     |
| Luca Storti                             | 142   | 1,88   | -     |
| Destra Sociale                          | 132   | 1,92   | -     |
| Totale alle liste                       | 6.878 | 100,00 | 13    |
| TOTALE                                  | 7.540 | 100,00 | 16    |

## Mantova

### Porto Mantovano
| Candidati e Liste                                             | Voti  | %      | Seggi |
| ------------------------------------------------------------- | ----- | ------ | ----- |
| Massimo Salvarani                                             | 3.185 | 36,44  | -     |
| Partito Democratico                                           | 2.762 | 32,06  | 9     |
| Sinistra Ecologia Libertà                                     | 386   | 4,48   | 1     |
| Lucia Pasotti                                                 | 1.693 | 19,37  | 1     |
| Vivere Porto                                                  | 1.669 | 19,38  | 1     |
| Giampaolo Voi                                                 | 1.512 | 17,30  | 1     |
| Voi per Porto                                                 | 1.507 | 17,49  | 1     |
| Lorna Campari                                                 | 1.474 | 16,86  | 1     |
| Forza Italia-Lega Nord-Fratelli d'Italia - Alleanza Nazionale | 862   | 10,01  | 1     |
| Ripartiamo da Porto                                           | 565   | 6,56   | -     |
| Franco Masenelli                                              | 573   | 6,56   | -     |
| Porto Partecipazione                                          | 563   | 6,54   | -     |
| Bruno Cortesi                                                 | 304   | 3,48   | -     |
| Libera Comunità Porto                                         | 300   | 3,48   | -     |
| Totale alle liste                                             | 8.614 | 100,00 | 13    |
| TOTALE                                                        | 8.741 | 100,00 | 16    |

### Suzzara
| Candidati e Liste    | Voti   | %      | Seggi |
| -------------------- | ------ | ------ | ----- |
| Ivan Ongari          | 5.868  | 56,75  | -     |
| Partito Democratico  | 5.336  | 52,79  | 10    |
| Suzzara Bene Comune  | 455    | 4,50   | -     |
| Maria Luisa Melli    | 2.143  | 20,73  | 1     |
| Suzzara Civica       | 1.199  | 11,86  | 1     |
| Sicurezza e Legalità | 609    | 6,02   | 1     |
| Nuova Iniziativa     | 183    | 1,81   | -     |
| Stefano Rosselli     | 1.354  | 13,09  | 1     |
| Movimento 5 Stelle   | 1.351  | 13,37  | 1     |
| Alessandro Guiducci  | 975    | 9,43   | 1     |
| Forza Italia         | 975    | 9,65   | -     |
| Totale alle liste    | 10.108 | 100,00 | 13    |
| TOTALE               | 10.340 | 100,00 | 16    |

## Monza e Brianza

### Besana in Brianza
| Candidati e Liste                                                                       | Voti  | %      | Seggi |
| --------------------------------------------------------------------------------------- | ----- | ------ | ----- |
| Sergio Gianni Cazzaniga                                                                 | 3.534 | 40,90  | -     |
| Partito Democratico                                                                     | 1.983 | 23,77  | 6     |
| Con Sergio Cazzaniga                                                                    | 848   | 10,17  | 2     |
| Insieme per Besana                                                                      | 502   | 6,02   | 1     |
| Alcide Riva                                                                             | 2.086 | 24,14  | 1     |
| Lega Nord                                                                               | 1.077 | 12,91  | 2     |
| Con Alcide Riva                                                                         | 534   | 6,40   | -     |
| Noi Besana Domani                                                                       | 217   | 2,60   | -     |
| Giovani Besanesi                                                                        | 194   | 2,33   | -     |
| Vittorio Gatti                                                                          | 1.449 | 16,77  | 1     |
| Forza Italia-Fratelli d'Italia - Alleanza Nazionale-Unione di Centro-Nuovo Centrodestra | 1.432 | 17,17  | 1     |
| Marco Maria Corbella                                                                    | 839   | 9,71   | 1     |
| Movimento 5 Stelle                                                                      | 839   | 10,06  | -     |
| Flaviano Romanò                                                                         | 536   | 6,20   | -     |
| Besana Viva                                                                             | 524   | 6,28   | -     |
| Angelo Erasmo Casati                                                                    | 197   | 2,28   | -     |
| Progetto Persona                                                                        | 192   | 2,30   | -     |
| Totale alle liste                                                                       | 8.342 | 100,00 | 13    |
| TOTALE                                                                                  | 8.641 | 100,00 | 16    |

### Bovisio-Masciago
| Candidati e Liste                      | Voti  | %      | Seggi |
| -------------------------------------- | ----- | ------ | ----- |
| Giuliano Soldà                         | 3.542 | 41,23  | -     |
| Partito Democratico                    | 2.520 | 29,89  | 7     |
| Altra Bovisio-Masciago                 | 947   | 11,23  | 3     |
| Raffaella Damonte                      | 2.733 | 31,81  | 1     |
| Forza Italia                           | 917   | 10,88  | 1     |
| Lega Nord                              | 910   | 10,79  | 1     |
| Apertamente                            | 744   | 8,82   | 1     |
| Fratelli d'Italia - Alleanza Nazionale | 125   | 1,48   | -     |
| Stefano Pedata                         | 1.250 | 14,55  | 1     |
| Movimento 5 Stelle                     | 1.250 | 14,82  | -     |
| Mario Vago                             | 1.066 | 12,41  | 1     |
| Gente Comune                           | 664   | 7,87   | -     |
| Nuovo Centrodestra - Unione di Centro  | 276   | 3,27   | -     |
| Centro Democratico                     | 79    | 0,94   | -     |
| Totale alle liste                      | 8.432 | 100,00 | 13    |
| TOTALE                                 | 8.591 | 100,00 | 16    |

### Concorezzo
| Candidati e Liste                     | Voti  | %      | Seggi |
| ------------------------------------- | ----- | ------ | ----- |
| Riccardo Mario Borgonovo              | 3.624 | 42,33  | -     |
| Forza Italia-Nuovo Centrodestra-Altri | 1.901 | 22,57  | 6     |
| Lega Nord                             | 1.230 | 14,60  | 3     |
| Tutti x Concorezzo                    | 426   | 5,06   | 1     |
| Massimo Giuseppe Canclini             | 2.648 | 30,93  | 1     |
| Partito Democratico                   | 1.887 | 22,41  | 2     |
| La Tua Città                          | 360   | 4,27   | -     |
| Il Centrosinistra di Concorezzo       | 352   | 4,18   | -     |
| Paolo Gaviraghi                       | 2.039 | 23,81  | 1     |
| Vivi Concorezzo                       | 2.012 | 23,89  | 2     |
| Edoardo Teruzzi                       | 251   | 2,93   | -     |
| Città Futura                          | 254   | 3,02   | -     |
| Totale alle liste                     | 8.422 | 100,00 | 14    |
| TOTALE                                | 8.562 | 100,00 | 16    |

### Giussano
| Candidati e Liste                        | Voti   | %      | Seggi |
| ---------------------------------------- | ------ | ------ | ----- |
| Matteo Riva                              | 3.953  | 29,63  | -     |
| Partito Democratico                      | 3.198  | 24,52  | 9     |
| Servire Giussano                         | 646    | 4,95   | 1     |
| Ettore Trezzi                            | 5.174  | 38,79  | 1     |
| Forza Italia                             | 1.806  | 13,85  | 2     |
| Lega Nord                                | 1.742  | 13,36  | 1     |
| Io Rispetto Giussano                     | 660    | 5,06   | -     |
| Educazione Civica                        | 519    | 3,98   | -     |
| Fratelli d'Italia - Alleanza Nazionale   | 372    | 2,85   | -     |
| Emanuela Beacco                          | 1.841  | 13,80  | 1     |
| Fare Giussano                            | 882    | 6,76   | -     |
| Nuovo Centrodestra-Popolari per l'Italia | 872    | 6,69   | -     |
| Edoardo Teruzzi                          | 1.506  | 11,29  | 1     |
| Movimento 5 Stelle                       | 1.491  | 11,43  | -     |
| Concetta Lo Giacco                       | 865    | 6,48   | -     |
| Proposta Nuova Giussano                  | 853    | 6,54   | -     |
| Totale alle liste                        | 13.041 | 100,00 | 13    |
| TOTALE                                   | 13.339 | 100,00 | 16    |

### Muggiò
| Candidati e Liste                      | Voti   | %      | Seggi |
| -------------------------------------- | ------ | ------ | ----- |
| Maria Arcangela Fiorito                | 4.309  | 33,88  | -     |
| Partito Democratico                    | 3.805  | 30,34  | 9     |
| Insieme per Muggiò                     | 430    | 3,43   | 1     |
| Pietro Stefano Zanantoni               | 4.999  | 39,30  | 1     |
| Forza Italia                           | 2.878  | 22,95  | 3     |
| Lega Nord                              | 785    | 6,26   | -     |
| Nuovo Centrodestra                     | 649    | 5,18   | -     |
| Fratelli d'Italia - Alleanza Nazionale | 292    | 2,33   | -     |
| Brianza 2009                           | 168    | 1,34   | -     |
| Unione di Centro                       | 152    | 1,21   | -     |
| Angelo Saragozza                       | 1.496  | 11,76  | 1     |
| Movimento 5 Stelle                     | 1.496  | 11,93  | -     |
| Michele Messina                        | 1.105  | 8,69   | 1     |
| Solo per Muggiò                        | 1.097  | 8,75   | -     |
| Roberto Crestani                       | 329    | 2,59   | -     |
| Ora per Muggiò                         | 853    | 6,54   | -     |
| Lorenzo Capizzi                        | 245    | 1,93   | -     |
| Federazione della Sinistra             | 238    | 1,90   | -     |
| Pippo Marcianò                         | 236    | 1,86   | -     |
| Sinistra Ecologia Libertà              | 234    | 1,87   | -     |
| Totale alle liste                      | 12.540 | 100,00 | 13    |
| TOTALE                                 | 12.719 | 100,00 | 16    |

## Pavia

### Pavia
| Candidati e Liste                                       | Voti   | %      | Seggi |
| ------------------------------------------------------- | ------ | ------ | ----- |
| Massimo Depaoli                                         | 14.326 | 36,44  | -     |
| Partito Democratico                                     | 11.853 | 30,88  | 18    |
| Cittadini per Depaoli                                   | 1.803  | 4,69   | 2     |
| Italia dei Valori                                       | 82     | 0,21   | -     |
| Alessandro Cattaneo                                     | 18.350 | 46,68  | 1     |
| Forza Italia                                            | 8.014  | 20,88  | 5     |
| Pavia con Cattaneo                                      | 4.301  | 11,20  | 3     |
| Lega Nord                                               | 2.552  | 6,64   | 1     |
| Nuovo Centrodestra - Unione di Centro                   | 2.001  | 5,21   | 1     |
| Fratelli d'Italia - Alleanza Nazionale                  | 777    | 2,02   | -     |
| Pavia Città Sicura                                      | 463    | 1,20   | -     |
| Giuseppe Polizzi                                        | 2.960  | 7,53   | 1     |
| Movimento 5 Stelle                                      | 2.927  | 7,62   | -     |
| Niccolò Fraschini                                       | 1.066  | 2,71   | -     |
| Idea Pavia                                              | 1.030  | 2,68   | -     |
| Cristina Niutta                                         | 836    | 2,12   | -     |
| Scelta Civica                                           | 613    | 1,59   | -     |
| Fare per Fermare il Declino - Partito Liberale Italiano | 157    | 0,40   | -     |
| Massimo Dagrada                                         | 786    | 1,99   | -     |
| Sinistra Ecologia Libertà - Federazione della Sinistra  | 820    | 2,13   | -     |
| Walter Veltri                                           | 772    | 1.96   | -     |
| Insieme per Pavia                                       | 788    | 2,05   | -     |
| Elena Felicetti                                         | 160    | 0,40   | -     |
| Partito Comunista dei Lavoratori                        | 152    | 0,39   | -     |
| Mauro Manfrinato                                        | 51     | 0,12   | -     |
| Ricostruire Pavia                                       | 45     | 0,11   | -     |
| Totale alle liste                                       | 38.378 | 100,00 | 31    |
| TOTALE                                                  | 39.307 | 100,00 | 32    |